# Pimelea brevistyla
Pimelea brevistyla är en tibastväxtart. Pimelea brevistyla ingår i släktet Pimelea och familjen tibastväxter.

## Underarter
Arten delas in i följande underarter:
- P. b. brevistyla
- P. b. minor